# Малышев, Иван Афанасьевич
Иван Афанасьевич Малышев (2 сентября 1914, Расковалова, Тобольская губерния — 16 октября 1943, Анновский сельский совет, Днепропетровская область) — гвардии старший лейтенант Рабоче-крестьянской Красной Армии, участник Великой Отечественной войны, Герой Советского Союза (1943).

## Биография
Иван Малышев родился 2 сентября 1914 года в крестьянской семье в деревне Расковаловой  Салтосарайской волости Курганского уезда Тобольской губернии, ныне деревня входит в Каргапольский муниципальный округ Курганской области. Отец его умер рано, и мальчик воспитывался матерью.
В 1928 году вступил в комсомол.
В 1928 году окончил 4 группы Чашинской сельской школы. В 1931 году семья Малышевых вступила в колхоз «Боевик». После окончания шести классов, оставив школу, стал ухаживать за колхозным стадом. Затем был направлен на учёбу в Житниковскую школу крестьянской молодежи. Позднее окончил курсы трактористов, работал бригадиром тракторной бригады.
В 1936 году Малышев был призван Чашинским райвоенкоматом на службу в Рабоче-крестьянскую Красную Армию. Окончил полковую школу сержантского состава. Через год службы старший сержант Малышев получил направление на курсы младших лейтенантов, которые окончил в 1938 году. В 1940 году присвоено звание лейтенант. Служил в десантных войсках на Дальнем Востоке, здесь встретил начало Великой Отечественной войны.
С 1942 года член ВКП(б).
С августа 1942 года — на фронтах Великой Отечественной войны. Участвовал в Сталинградской битве.
К октябрю 1943 года гвардии старший лейтенант Иван Малышев командовал 2-м батальоном 24-го воздушно-десантного гвардейского стрелкового полка 10-й воздушно-десантной гвардейской дивизии 37-й армии Степного фронта. Отличился во время битвы за Днепр. В ночь с 1 на 2 октября 1943 года батальон Малышева захватил и успешно удержал важную высоту 122,2 в районе села Анновка Анновского сельского совета Верхнеднепровского района Днепропетровской области Украинской ССР, ныне Украина. В последующие две недели батальон успешно захватил ещё три высоты, отразив большое количество немецких контратак. 12 октября 24-й ВДГСП отбив контратаки противника вышел на рубеж: южные скаты высоты с отметкой +1,5 (южные), это в районе дороги Анновка — Бородаевка. Укомплектованность 10-й ВДГД: 19-й ВДГСП — 496 человек, 24-й ВДГСП — 605 человек, 30-й ВДГСП — 531 человек. 14 октября противник начал наступление на плацдарм, в котором участвовала моторизованная дивизия СС «Великая Германия». Укомплектованность на 15 октября 10-й ВДГД: 19-й ВДГСП — 505 человек, 24-й ВДГСП — 159 человек, 30-й ВДГСП — 395 человек.
16 октября 1943 года дивизия начала наступление на высоту с отметкой +2,0 и вышли на рубеж: 30-й ВДГСП — высота с отметкой +2,0, 24-й и 19-й ВДГСП — юго-восточные скаты высоты с отметкой +1,5 и дорога Анновка — Бородаевка. Потери 10-й ВДГД убитыми и ранеными составили 59 человек. Во время штурма очередной высоты Малышев поднял свой батальон в атаку, но был при этом убит. Первоначально был похоронен на северной окраине деревни Калужино, после войны перезахоронен в братской могиле в селе Днепровокаменка Верхнеднепровского района.
Указом Президиума Верховного Совета СССР от 20 декабря 1943 года за «мужество и героизм, проявленные при форсировании Днепра и удержании плацдарма на правом берегу» гвардии старший лейтенант Иван Афанасьевич Малышев посмертно был удостоен высокого звания Героя Советского Союза. Также посмертно был награждён орденом Ленина.

## Награды
- Герой Советского Союза, 20 декабря 1943 года[3]
  - Орден Ленина
  - Медаль «Золотая Звезда»

## Память
- Муниципальное казенное общеобразовательное учреждение «Чашинская средняя общеобразовательная школа имени Героя Советского Союза И.А. Малышева», в которой учился Герой[2].

## Семья
Жена Лидия Петровна Апрелова (в его учётно-послужной карточке и в донесении о безвозвратных потерях её фамилия — Прялева), д. Расковалова.